# Ridin' Wild
Ridin' Wild é um filme mudo estadunidense de 1922, do gênero faroeste, dirigido por Nat Ross.
Presume-se que seja um filme perdido.